# (4549) Burkhardt
(4549) Burkhardt es un asteroide perteneciente al cinturón de asteroides, descubierto el 29 de septiembre de 1973 por Cornelis Johannes van Houten en conjunto a su esposa también astrónoma Ingrid van Houten-Groeneveld y el astrónomo Tom Gehrels desde el Observatorio del Monte Palomar, Estados Unidos.

## Designación y nombre
Designado provisionalmente como 1276 T-2. Fue nombrado Burkhardt en honor al astrónomo alemán Gernot Burkhardt.

## Características orbitales
Burkhardt está situado a una distancia media del Sol de 2,436 ua, pudiendo alejarse hasta 2,810 ua y acercarse hasta 2,062 ua. Su excentricidad es 0,153 y la inclinación orbital 2,829 grados. Emplea 1389 días en completar una órbita alrededor del Sol.

## Características físicas
La magnitud absoluta de Burkhardt es 14,2.